# Mercado de Valores de Buenos Aires
El Mercado de Valores de Buenos Aires es una entidad privada constituida como sociedad anónima, cuyo capital está integrado por acciones admitidas al régimen de oferta pública.
Los Miembros del Merval son los Agentes Registrados en el Mercado, quienes realizan operaciones en el mercado de Contado y a Plazo, con Valores Negociables (privados y públicos), tanto para terceros como para cartera propia. 
Las principales tareas del Merval se concentran en la Negociación, Cámara Compensadora y Contraparte Central (CCP) en la liquidación de operaciones en el así como también, monitoreo de las transacciones que se realizan a través de sus Sistemas de Negociación, que permiten acceder a la Colocación Primaria y la Negociación Secundaria de Valores Negociables.
El Merval actúa como contraparte central de todas las operaciones que garantiza, realizando la administración de los riesgos asociados a las distintas operaciones e instrumentos autorizados a negociar.
A través de todas sus funciones y servicios, el Merval agrega valor a cada una de las etapas que componen una transacción completa: desde la canalización de las órdenes hasta la efectiva entrega contra pago de los valores (DvP).
Las principales funciones del Merval, conferidas por la nueva Ley de Mercado de Capitales (Ley 26.831), se concentran en:
a) Dictar las reglamentaciones que habilitan la actuación en su ámbito de agentes autorizados por la CNV, no pudiendo exigir a estos fines la acreditación de la calidad de accionista del mercado; 
b) Autorizar, suspender y cancelar el listado y/o negociación de valores negociables en la forma que dispongan sus reglamentos; 
c) Dictar normas reglamentarias que aseguren la veracidad en el registro de los precios, así como de las negociaciones; 
d) Dictar las normas y medidas necesarias para asegurar la realidad de las operaciones que efectúen los Agentes Miembros;
e) Fijar los márgenes de garantía que exija a sus Agentes Miembros para cada tipo de operación que garantizare; 
f) Constituir tribunales arbitrales, y 
g) Emitir boletines informativos.
El mercado de valores cuenta con un sistema de negociación, aplicable a títulos públicos y privados denominado mercado de concurrencia, con concertación electrónica o a viva voz, bajo un sistema de interferencia de ofertas. Todas las operaciones realizadas cuentan con la garantía de liquidación del Merval.
Su directorio está integrado por 0 miembros titulares y 0 miembros suplentes.No se renueva por tercios y los mandatos duran 0 días